# 1976年11月6日月食
1976年11月6日月食为一次在协调世界时1976年11月6日出現的半影月食。該次月食半影食分為0.864、全影食分為-0.255。

## 概述
這次月食的食分是2.83。

## 基本參數
- 類型：半影月食
- 食甚資料：
  - 日期：1976年11月6日
  - 時間：23:01
  - 月球位置：赤經2.83度、赤緯15.2度
  - 食分：半影食分：0.864、全影食分：-0.255

## 外部連結
- NASA月食專頁（页面存档备份，存于）（英文）